# 제6사단 (조선민주주의인민공화국)
근위 제6사단(NK 6th Divison)은 근위 칭호를 가진 조선인민군 육군의 사단이다.

## 역사

### 초기
최초에는 조선의용군으로 이루어진 인민해방군 육군 소속의 부대였다. 1945년 11월 조선의용군 제1지대로 창설되어, 이듬해 1946년 2월에 만주 지역의 조선인들의 지도자였던 리홍광의 이름을 따서 "동북 만주연군 리홍광 지대"로 개명되었다. 다시 개편이 이루어져 1947년 동북 만주연군 요동 군구의 독립 제4사, 1948년 11월에는 제4군 예하 제166사가 되었다.
1949년 7월 25일에서 10월에 걸쳐 방호산 소장은 제166사를 이끌고 신의주로 입국하였다. 제166사를 기반으로 1949년 10월에 조선인민군인 800명을 보충받고 제13, 14, 15연대와 1개 포병연대로 재편성하여, 사리원에서 조선인민군 제6사단이 되었다. 개전 직전에는 신의주에 주둔하였으며, 방호산 장군이 지휘하였다.
전쟁을 시작하기 15일 전, 사단은 6월 10일에 창설된 제1군단에 배속되었다.

### 한국 전쟁
전차 1개 대대를 동반하여 개전 첫날에 개성을 점령한 후에 한강하구를 건너 김포반도를 거쳐서 영등포 방향으로 진출하여 서울후방을 차단하려고 하는 효과적인 기동전을 통해서 국군을 위협하였다. 이 전과로 사단은 근위칭호를 받게되고 사단장 방호산은 영웅칭호를 부여받았다.
호남지방으로 기동하던중 대전에 미군이 배치된걸 보고 이에 위협을 느껴 기존 계획과 달리  다시 부대를 역기동시켜 시간을 지체하여 호남지방으로의 진출이 늦어져서 국군이 재정비를 할 시간을 주게 되었다.
남해안으로 진격할 때 보급로 확보를 위하여 사단을 3개로 분산시켜서 운용하였는데 이는 사단의 전투력을 분산시키는 역효과를 키워 공세가 유지되지 못해 경상도지방으로의 진출이 늦어져 국군과 유엔군이 낙동강방어선을 구축할 수 있었다.

### 전후
1959년 6월 18일 사리원에서 전철로 개성시 북부로 이동했는데, 도중에 제1사단 1연대와 14연대를 맞교환하였다.
2020년 기준으로 제2군단 예하 부대로서 개성특별시 개풍군 해선리 답동에 본부를 두고있는 것으로 알려져 있다.

## 같이 보기
- 2020년 남북공동연락사무소 폭파사건